# Mesopolobus saxauli
Mesopolobus saxauli är en stekelart som beskrevs av Dzhanokmen 1995. Mesopolobus saxauli ingår i släktet Mesopolobus och familjen puppglanssteklar.
Artens utbredningsområde är Kazakstan. Inga underarter finns listade i Catalogue of Life.